# Old Maldah
Old Maldah là một thành phố và khu đô thị của quận Maldah thuộc bang Tây Bengal, Ấn Độ.

## Nhân khẩu
Theo điều tra dân số năm 2001 của Ấn Độ, Old Maldah có dân số 62.944 người. Phái nam chiếm 52% tổng số dân và phái nữ chiếm 48%. Old Maldah có tỷ lệ 61% biết đọc biết viết, cao hơn tỷ lệ trung bình toàn quốc là 59,5%: tỷ lệ cho phái nam là 67%, và tỷ lệ cho phái nữ là 54%. Tại Old Maldah, 15% dân số nhỏ hơn 6 tuổi.